# Мережі зла
Мережі зла (англ. Dragnet) — американська кінокомедія 1987 року режисера Тома Манкієвіча.

## Сюжет
Поліцейський Джо Фрайдей прийшовши на службу дізнається що його напарник пішов на пенсію. Йому дають нового напарника на ім'я Пеп Стрібек. Вони починають розслідування дивного пограбування зоопарку, з якого були вкрадені кажан, змія і грива лева. Також були викрадені останній тираж журналу «Приманка» і небезпечні хімікати. На кожному місці злочину знаходять візитні картки зі словом «Pagan». Фрайдей і Стрібек повинні знайти злочинців і з'ясувати, навіщо їм потрібні всі ці дивні предмети.

## У ролях
| Актор             | Роль                       |
| ----------------- | -------------------------- |
| Ден Ейкройд       | сержант Джо Фрайдей        |
| Том Генкс         | детектив Пеп Стрібек       |
| Крістофер Пламмер | преподобний Джонатан Вірлі |
| Гаррі Морган      | капітан Білл Геннон        |
| Александра Пол    | Конні Свейл                |
| Джек О'Халлоран   | Еміль Мазз                 |
| Елізабет Ешлі     | Джейн Кіркпатрік           |
| Дебні Коулмен     | Джеррі Цезар               |
| Кетлін Фрімен     | Енід Борден                |
| Брюс Грей         | мер Парвін                 |
| Ленка Петерсон    | бабуся Манді               |
| Джулія Дженнінгс  | Сільвія Вісс               |
| Ліза Еліфф        | Ейпріл                     |
| Джо Альтмарк      | молочник                   |
| Фред Аспарагус    | Тіто Провенсаль            |

## Саундтрек
| Список треків | Список треків                                 | Список треків |
| #             | Назва                                         | Тривалість    |
| ------------- | --------------------------------------------- | ------------- |
| 1.            | «Just the Facts - Patti LaBelle»              | 4:15          |
| 2.            | «City of Crime - Dan Aykroyd / Tom Hanks»     | 3:42          |
| 3.            | «Dragnet - Art of Noise»                      | 3:02          |
| 4.            | «Helplessly In Love - New Edition»            | 3:05          |
| 5.            | «Dance or Die - Dan Aykroyd / Pat Thrall»     | 3:46          |
| 6.            | «This is the City/Danger Ahead/Dragnet March» | 2:06          |
| 7.            | «Looking for Muzz»                            | 1:17          |
| 8.            | «Pagan Tension»                               | 2:11          |
| 9.            | «Pagan Fight»                                 | 1:45          |
| 10.           | «Dairy Apologies»                             | 1:14          |
| 11.           | «Joe Gets Fired»                              | 1:20          |
| 12.           | «The Tank»                                    | 2:46          |
| 13.           | «Dragnet End Credits»                         | 1:04          |
| 14.           | «Kill Me Instead»                             | 5:22          |
| 37:25         |                                               |               |